# Michael William Balfe

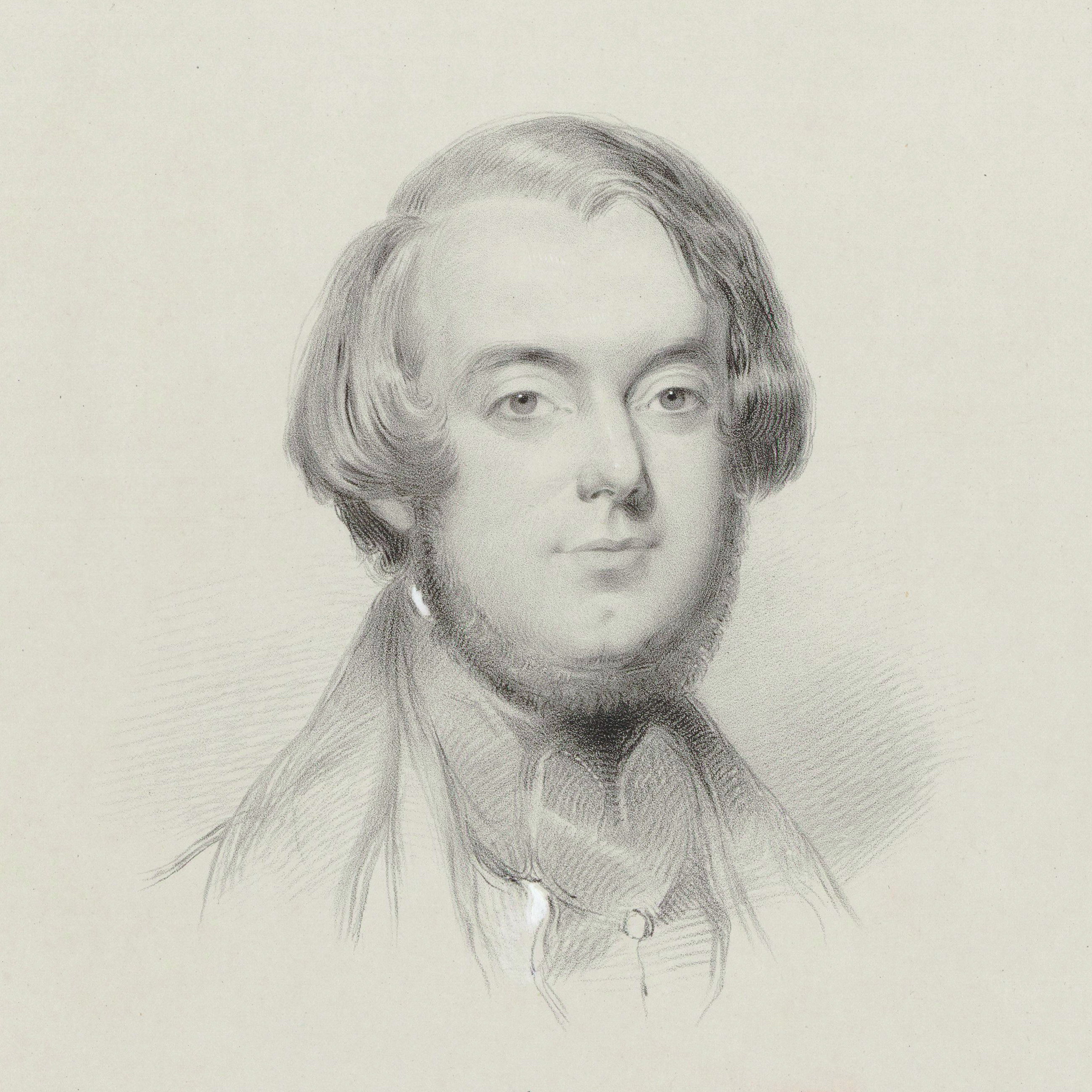
Michael William Balfe, Lithographie von Lowes Cato Dickinson, 1840

Michael William Balfe, eigentlich Balph (* 15. Mai 1808 in Dublin; † 20. Oktober 1870 in Ware, Hertfordshire) war ein irischer Komponist, Violinist, Opernsänger (Bariton) und Dirigent.

## Leben
Balfe wurde in der Pitt Street Nr. 10 in Dublin als Sohn des Tanzlehrers William Balfe (1783–1823) und Catherine (Ryan) Balfe, einer Nichte des Komponisten, Librettisten und Spions Leonard McNally (1752–1820) geboren. Er nahm in jungen Jahren Geigenunterricht bei James Barton und dem Komponisten William Rooke (1794–1847). 1817 trat er im Alter von neun Jahren das erste Mal öffentlich als Violinist auf.
Nach dem frühen Tod seines Vaters zog er 1823 nach London, wo er von Charles Horn (1786–1849) und dessen Vater Karl Friedrich Horn (1762–1830) unterrichtet wurde. 1825 zog er nach Paris. Dort lernte er Rossini kennen, auf dessen Empfehlung er sich für einige Jahre nach Italien begab, wo er seine musikalische Ausbildung vervollkommnete und 1831 die ungarische Sängerin Magdalena Roser (1806–1888) heiratete. Sein erster Auftritt an der Mailänder Scala fand im Mai 1834 in Rossinis Otello statt.
Zurückgekehrt nach Paris debütierte er alsbald als Sänger in Rossinis Der Barbier von Sevilla. Nach einem kurzen Aufenthalt 1835 in England kehrte er nach Italien zurück. An der Mailänder Scala übernahm er einen Part in Rossinis Oper Otello. Erste erfolgreiche eigene Kompositionen erregten großes Aufsehen. In der Folgezeit wirkte Balfe hauptsächlich in Frankreich und England. Mit seiner erfolgreichsten Oper The Bohemian Girl (Libretto Alfred Bunn) feierte er darüber hinaus auch in den USA und in ganz Europa große Triumphe. Im deutschsprachigen Raum wurde die Oper unter dem Titel Die Zigeunerin aufgeführt. Als Dirigent gastierte er sehr erfolgreich unter anderem in Österreich, Italien und Russland.

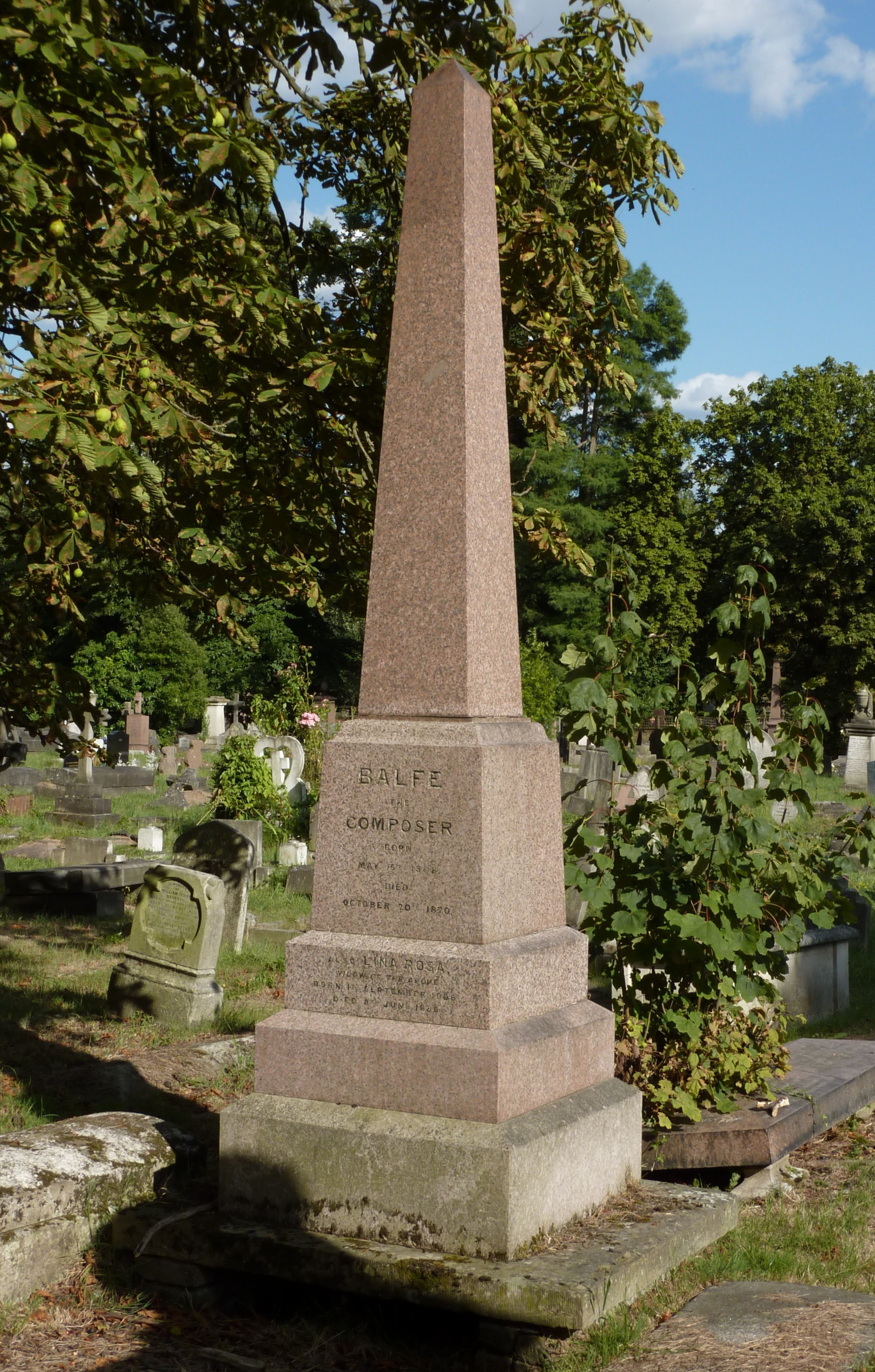
Grab, Kensal Green Cemetery

Balfe starb in seinem Landhaus Rowney Abbey in Ware (Hertfordshire), wo er sich 1864 niedergelassen hatte, an Bronchialasthma (an dem er den größten Teil seines Lebens gelitten hatte) in Verbindung mit einer Lungenentzündung.

## Werke
Sein kompositorisches Schaffen umfasst Opern, Balladen, Lieder sowie Kammermusik. Ihm wurde jedoch ein zu großer Einfluss der Werke Rossinis auf seine frühen Kompositionen vorgeworfen, der sich später aber verlor. Balfe entwickelte bald seinen eigenen kompositorischen Stil, der den Zeitgeschmack seines internationalen Publikums traf. Er wird als der herausragende irische Opernkomponist seiner Zeit angesehen.
Er komponierte zahlreiche Werke, darunter 28 Opern.
- The Lover’s Mistake / Young Fanny, 1822 von Isaac Willis, Westmoreland Street, Dublin publiziert.
- The Siege of Rochelle, Uraufführung am 27. Oktober 1835 am Theatre Royal, Drury Lane
- The Maid of Artois, Uraufführung 27. Mai 1836 im Drury Lane Theater London, mit Maria Malibran in der Hauptrolle.
- Kantate Sempre pensoso e torbido
- The Prayer of the Nation 1838, vielleicht für die Krönung von Königin Victoria.
- Falstaff, London 1838
- La Zingara, Triest 1854. Deutsch als Die Zigeunerin. Libretto von Alfred Bunn, deutsch von Joseph Kupelwieser, Premiere 1846 in Wien, danach Aufführungen in Berlin, Frankfurt, Hamburg, Darmstadt, Prag, München und Stuttgart. Für die Frankfurter Erstaufführung – die Balfe persönlich dirigierte – war die Starsopranistin Jenny Lind als Zuhörerin extra aus Meran angereist.[1]
- The Daughter of St. Mark, Oper, Text von Alfred Bunn nach dem Libretto La Reine de Chypre von Jules Henri Vernoy Marquis de Saint-Georges, Uraufführung am 27. November 1844 in London, Drury Lane. Die Oper behandelt das Leben von Katharina Cornaro.

Weitere Werke:
- I Rivali di se stessi (Februar 1830, Teatro Carolino, Palermo)
- Un Avertimento ai Gelosi (1830, Teatro Fraschini, Pavia)
- Catherine Grey (27. Mai 1837, Drury Lane, London)
- Joan of Arc (30. November 1837, Drury Lane, London)
- The Bohemian Girl (1839, Grand Opéra, Paris – 1936 mit Laurel und Hardy verfilmt)
- Les Quatre Fils Aymon (15. Juli 1844, Opéra-Comique, Paris, Libretto von Adolphe de Leuven und Léon-Lévy Brunswick). Deutsch als Die vier Haimons-Kinder (übers. von Joseph Kupelwieser)
- Pittore e Duca (21. November 1844, Teatro Communale, Triest)
- L´Etoile de Séville (17. Dezember 1845, Paris)
- The Maid of Honour (20. Dezember 1847, Drury Lane, London)
- The Rose of Castille (29. Oktober 1857, Lyceum Theatre, London)
- The Puritan´s daughter (30. November 1861, Covent Garden, London)
- Blanche de Nevers (21. November 1862, Covent Garden, London)
- The Armourers of Nantes (12. Februar 1863, Covent Garden, London)
- Il Talismano (11. Juni 1874, Royal Court, Liverpool)